# Karsten Friis Johansen
Karsten Friis Johansen (* 5. Dezember 1930; † 29. Juli 2010) war ein dänischer Klassischer Philologe und Philosophiehistoriker.
Karsten Fries Johansen, Sohn des Klassischen Archäologen Knud Friis Johansen und Bruder des Klassischen Philologen Holger Friis Johansen, studierte Klassische Philologie und Geschichte an der Universität Kopenhagen, wo er 1956 das Examen zum cand. mag. ablegte. Mit einer Arbeit zu Platons Parmenides – „Studier over Platons Parmenides i dens forhold til tidligere platoniske dialoger“ („Studie über Platons Parmenides in Relation zu früheren platonischen Dialogen“) promoviert wurde. Von 1957 bis 1968 war er Bibliothekar an der Königlichen Bibliothek in Kopenhagen, zunächst als Fachreferent für Griechisch, ab 1958 als Leiter der Auslandsabteilung des Systematischen Katalogs. Ab 1967 lehrte er an der Universität Kopenhagen Klassische Philologie und war dort von 1969 bis zu seiner Emeritierung 1998 Professor für antike und mittelalterliche Philosophie.
Er war Mitglied der Dänischen und der  Norwegischen Akademie der Wissenschaften.